# Руины (Павловский парк)

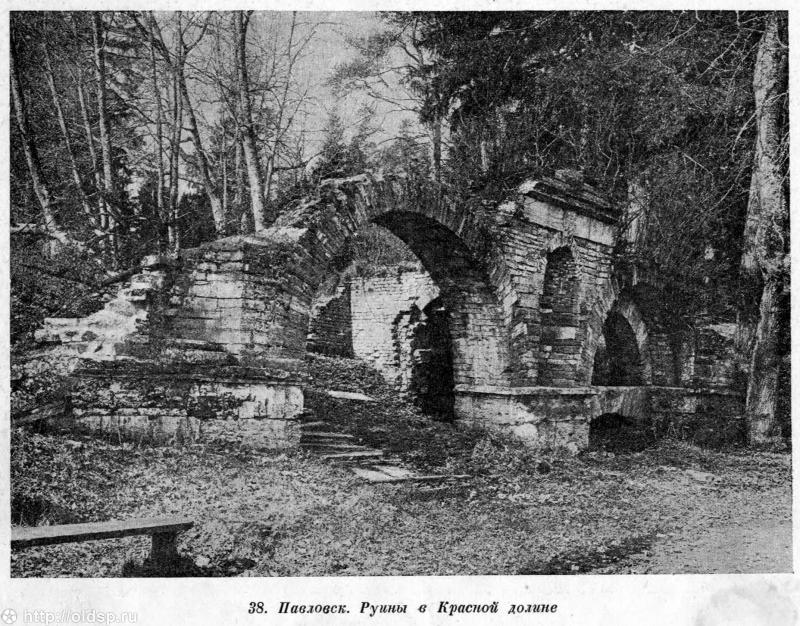
Руины в 1900 году

Руины — памятник архитектуры. Расположен в Павловске, в Павловском парке неподалёку от Краснодолинного павильона.
Сооружение возведено А. Н. Воронихиным по проекту Чарлза Камерона в 1804 году. Это искусственная руина, стена из плитняка и кирпича с двумя полукруглыми арками и простенком с нишей. В сооружении было предусмотрено помещение-сторожка.
Вокруг Руин были художественно расположены подлинные античные предметы — например, статуя «Афродита в садах» («Венера Павловская»), после Октябрьской революции они были перенесены в Эрмитаж (хотя разбросанные вокруг руин обломки статуй и архитектурных деталей упоминаются ещё в источнике 1964 года).
Руины были отреставрированы в 1874 году. В 1979 году был разработан проект реставрации, который не был реализован. В 1985 году ветхость руин отмечалась как придающая им очарование. После того, как Руины были наполовину засыпаны землёй, в 2016 году был принят и в 2017 году начат проект реставрации, позднее законсервированный.